# 18. Artillerie-Division
Die 18. Artillerie-Division war eine Artilleriedivision des Heeres der deutschen Wehrmacht im Zweiten Weltkrieg.

## Geschichte

### Aufstellung
Gemäß der Verfügung des OKH vom 7. September 1943 wurde am 1. Oktober 1943 bei der Heeresgruppe Mitte aus dem Stab und Teilen der aufgelösten 18. Panzer-Division die 18. Artillerie-Division aufgestellt. Sie war als ein Versuchsverband zur Bildung von Artillerie-Schwerpunkten durch Artillerie-Divisionen konzipiert.
Eine erste Gliederung wurden nicht umgesetzt und war Folgendermaßen vorgesehen: 
- leichtes Artillerie-Regiment 88 (I. leichte Feldhaubitzen-Sfl.-Abteilung, II.–IV. leichte Feldhaubitzen-Abteilung (mot.))
- schweres Artillerie-Regiment 288 (I./II. schwere Feldhaubitzen-Abteilung (mot.) aus IV./96 und IV./371; III. mit 21 cm Mörsern aus der Abteilung 809; IV. mit 10 cm Kanonen aus der III./88)
- Artillerie-Regiment-Stab 782 mit leichter Beobachtungs-Abteilung 4
- schwere Artillerie-Abteilung 740 mit 17 cm Kanonen
- Heeresflak-Abteilung 280

Mit OKH-Befehl wurde am 26. Oktober 1943 die Gliederung geändert.
Nach der Aufstellung wurde der Verband zunächst im Dezember zur Verfügung der Heeresgruppe Mitte in Mittelrussland gehalten.

### Heeresgruppe Süd
Im Januar 1944 erfolgte die Unterstellung beim XXIV. Armeekorps der 4. Panzerarmee um Winniza bei der Heeresgruppe Süd. Schon im Februar wechselte die Division weiterhin bei der Heeresgruppe Süd ins XXXXVI. Armeekorps der 1. Panzer-Armee im Raum Kamenez-Podolsk. 

### Kesselschlacht von Kamenez-Podolski
Im März entstand um die 1. Panzer-Armee ein großer Kessel der zur Kesselschlacht von Kamenez-Podolski führte. Die 1. Panzer-Armee wurde nördlich des Flusses Dnjestr eingeschlossen. Innerhalb des Kessels wechselte die im April zu einer Unterstellung beim III. Armeekorps der Heeresgruppe Nordukraine. Mitte April 1944 wurde die Division das letzte Mal als selbstständiger Verband in der Kriegsgliederung geführt.

### Auflösung
Mit der Verlegung nach Sandomir war eine Auffrischung geplant, die Division wurde aber am 27. Juli 1944 doch aufgelöst. Der Stab wird zum Generalkommando des Panzerkorps Großdeutschland und die Artillerie-Regimenter werden als Heeres-Artillerie-Brigaden weitergeführt.

## Gliederung
- Artillerie-Regiment 88 mit drei Abteilungen aus dem Artillerie-Regiment 88 der ehemaligen 18. Panzer-Division:
  - I./88 als Sfl.-Abteilung mit zwei leichten und einer schweren Batterie mit je 6 Geschützen
  - II./88 mit drei Batterien leichte Feldhaubitzen (mot.) mit 4 Geschützen
  - III./88 mit zwei Batterien schwere Feldhaubitzen und einer Batterie 10 cm Kanonen (mot.) mit 4 Geschützen
- Artillerie-Regiment 288 mit drei Abteilungen u. a. aus dem Stab des Artillerie-Regiments 109:
  - I./288 Neuaufstellung mit drei Batterien leichte Feldhaubitzen (mot.) mit 4 Geschützen
  - II./288 aus schwerer Artillerie-Abteilung 987 mit zwei Batterien schwere Feldhaubitzen und einer Batterie 10 cm Kanone (mot.) mit 4 Geschützen
  - III./288 aus Artillerie-Abteilungs-Stab 767 und Batterien 1.–3. der Artillerie-Abteilung 740 mit drei Batterien mit je drei 17 cm Kanonen
- Artillerie-Regiment 388 mit drei Abteilungen u. a. aus dem Stab des Artillerie-Regiments 782:
  - I./388 Neuaufstellung mit drei Batterien leichte Feldhaubitzen (mot.) mit 4 Geschützen
  - II./388 aus schwerer Artillerie-Abteilung 986 mit zwei Batterien schwere Feldhaubitzen und einer Batterie 10 cm Kanone (mot.) mit 4 Geschützen
  - III./388 aus schwerer Artillerie-Abteilung 809 mit drei Batterien mit je drei 21 cm Mörsern
- Sturmgeschütz-Batterie 741 mit 10 Sturmgeschützen
- Heeres-Flak-Artillerie-Abteilung 280 mit 2 schweren und 2 leichten Batterien
- Beobachtungs-Abteilung 4 mit Stabs-, Schallmess- und Lichtmess-Batterien
- Feuerleit-Batterie 88 durch Artillerie-Schule II Groß Born, ab März 1944 als Feuerleit-Batterie zur Beobachtungs-Abteilung 4
- Divisions-Nachrichten-Abteilung 88 der ehemaligen 18. Panzer-Division
- Artillerie-Feld-Ersatz-Abteilung 88 mit 1 schweren und 1 leichten Batterie
- Nachschubtruppen 88 der ehemaligen 18. Panzer-Division
- Schützen-Abteilung 88 (Panzergrenadier-Bataillon 18)

## Kommandeur
- Generalmajor/Generalleutnant Karl Thoholte: von der Aufstellung bis zur Auflösung